# 1989 CD8
1989 CD8 är en asteroid i huvudbältet som upptäcktes den 7 februari 1989 av den belgiske astronomen Henri Debehogne vid La Silla-observatoriet.
Den har en diameter på ungefär 12 kilometer och den tillhör asteroidgruppen Eos.